# Puerta de Atenea Arquegetis

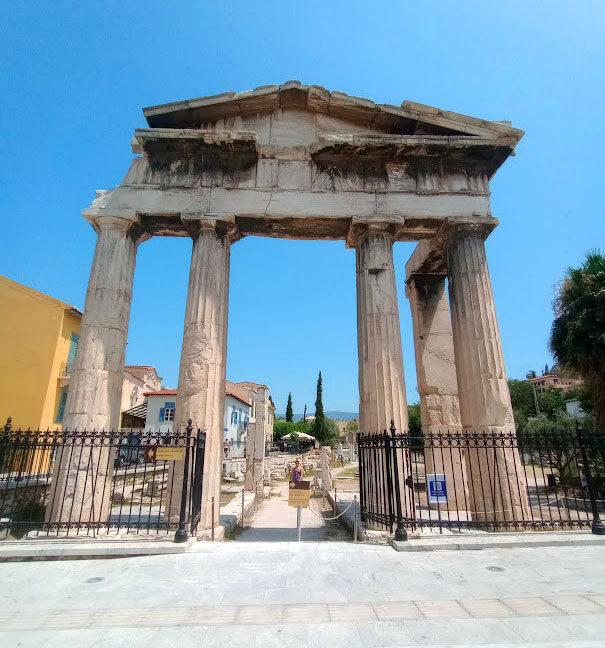
Vista frontal de la puerta

La Puerta de Atenea Arquegetis está situada en el lado oeste del Ágora romana de Atenas, y se considera que es el segundo vestigio más prominente en el sitio después de la Torre de los Vientos. Fue un monumento dedicado por los atenienses a su patrona Atenea Arquegetis.
Construida en el 11 a. C. por donaciones de Julio César y Augusto, la puerta estaba hecha de un arquitrabe de pie sobre cuatro columnas dóricas y una base, todo de mármol pentélico. Una inscripción dedicatoria ofrece una idea del tiempo y las circunstancias de la construcción del monumento: 

## Galería

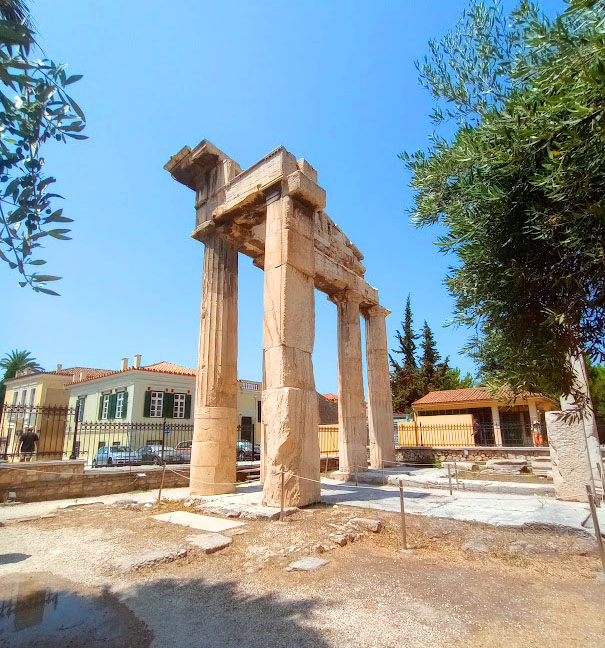
Vista lateral de la puerta
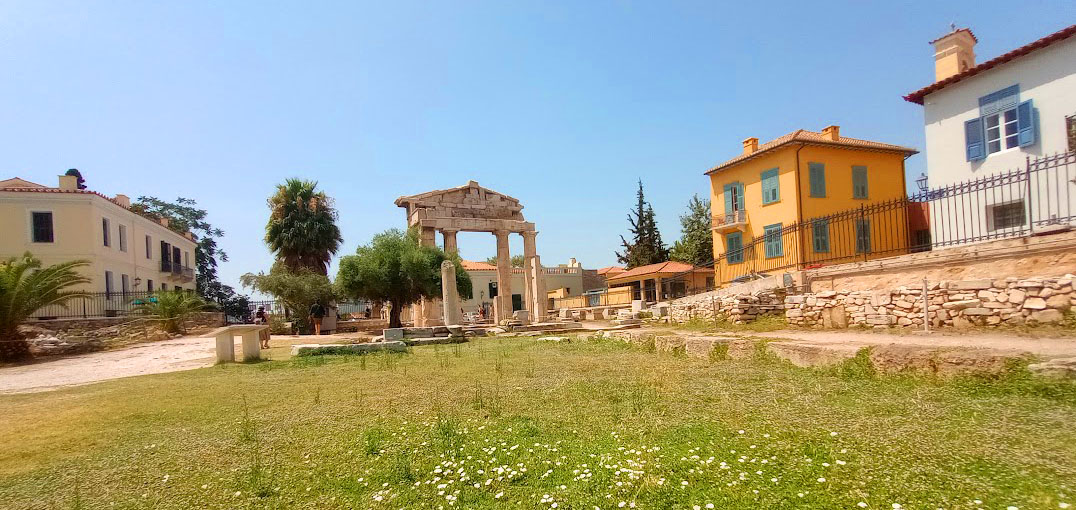
Vista general de la puerta en el Ágora Romana
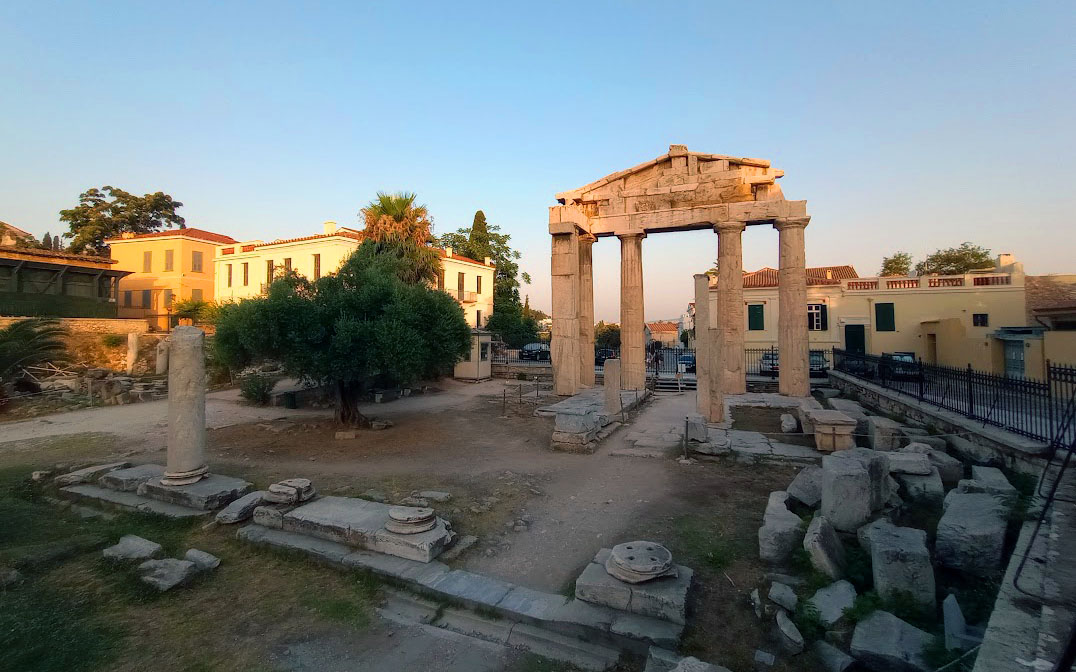
Vista matutina
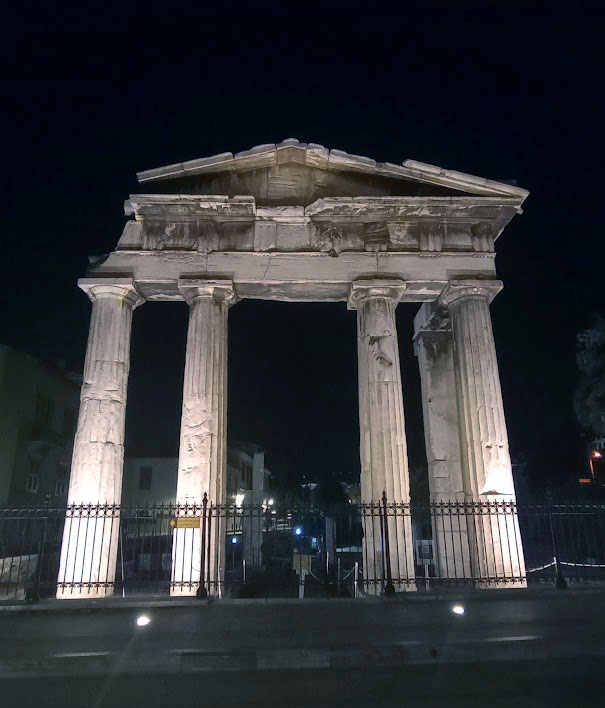
Vista nocturna